# Sadio (communauté rurale)
Pour les articles homonymes, voir Sadio.
La commune de Sadio est une commune du Sénégal située au centre-ouest du pays. De par sa position géographique, elle constitue un carrefour entre le Baol, le Djolof et le Saloum.
Elle fait partie de l'arrondissement de Taïf, du département de Mbacké et de la région de Diourbel  à la suite du découpage administratif de 2002. Auparavant ladite commune faisait partie de la région de Fatick, département de Gossas et arrondissement de Colobane.